# Крум Хорозов
Крум Кънчев Хорозов е български специалист по землемерно инженерство, деятел на ЗМС и народен представител в VII велико народно събрание от листата на БЗНС „Никола Петков“.

## Биография
Крум Хорозов е роден в град Летница, Ловешко, на 18 ноември 1925 г. в бедно и многолюдно семейство. Образование придобива в Ловешката гимназия, където се включва за участие в Младежката земеделска дружба. През 1948 г. успява да се запише в Държавната политехника „Йосиф Висарионович Сталин“, въпреки че преди това три години подред местната ОФ организация отказва да му издаде необходимата служебна бележка.
На 6 май 1951 г. е арестуван от органите на Държавна сигурност и даден под съд в процес срещу 11 членове на бившия вече ЗМС „Петър Сърбински“. Осъден е на 20 години, от които 11 прекарва в различни затвори в страната. Когато е освободен на 22 май 1962 г., отива да живее в Русе. Работи като мозайкаджия по различни строителни обекти и успява да завърши като задочник строителния техникум „Колю Фичето“.
След посещение на концлагера Бухенвалд през 1970 г. като участник в екскурзия, организирана по местоработата му, впечатлен от видяното, стига до решението по памет да направи илюстрирано описание на лагера в Белене, където е изпратен от 1954 до 1955 г. Тази първа скица съхранява на тавана на къщата си до 1989 г. Интересът към тази работа го кара през следващите години (1990 – 2002) да дооформи представянето на целия лагерен комплекс.
Крум Хорозов е един от участниците във възстановяването на БЗНС „Никола Петков“ през 1989 г. и член на политическото ръководство на партията.